# Georg Stadler
Georg Stadler (Bad Ischl, 26 de mayo de 1961) es un deportista austríaco que compitió en vela en la clase Soling. Ganó una medalla de plata en el Campeonato Europeo de Soling de 1992.

## Palmarés internacional
| \| Campeonato Europeo \| Campeonato Europeo \| Campeonato Europeo \| Campeonato Europeo \| \| Año \| Lugar \| Medalla \| Clase \| \| ------------------ \| ------------------ \| ------------------ \| ------------------ \| \| 1992 \| Cádiz (España) \| Medalla de plata \| Soling \| |                |                  |        |
| Campeonato Europeo |                |                  |        |
| Año | Lugar          | Medalla          | Clase  |
| 1992 | Cádiz (España) | Medalla de plata | Soling |